# Tom Boyd
Tom Boyd, all'anagrafe Thomas Boyd (Glasgow, 24 novembre 1965), è un ex calciatore scozzese, di ruolo difensore.
Difensore ambidestro abile con la palla tra i piedi grazie alla sua duttilità poteva giocare con facilità in tutti i ruoli della difesa.

## Carriera
Ha giocato per Celtic, Motherwell e Chelsea. Inoltre ha collezionato 72 presenze con la nazionale scozzese ed è membro della Scotland Football Hall of Fame.
È stato autore di un autogol nella partita Scozia-Brasile, match di apertura del mondiale 1998.

## Palmarès
- Campionato scozzese: 3

Celtic: 1997-98, 2000-2001, 2001-2002
- Coppa di Scozia: 3

Celtic: 1991, 1995, 2001
- Coppa di Lega scozzese: 3

Celtic: 1997, 2000, 2001